# Анноне

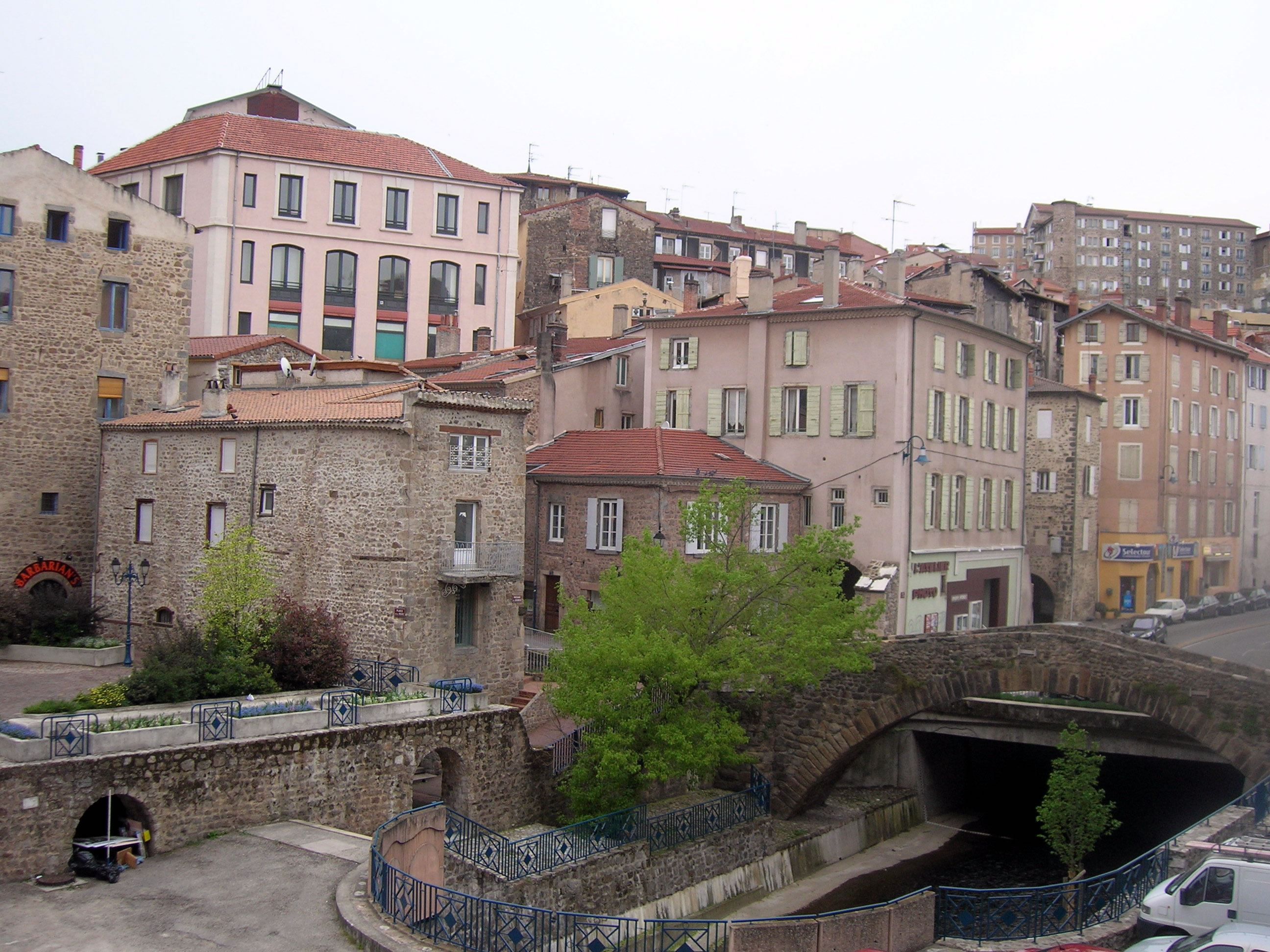
Вид города

Анноне́ (фр. Annonay) — город и коммуна во Франции.

## География
Коммуна Анноне расположена на юго-востоке страны, на крайнем севере департамента Ардеш региона Рона-Альпы. Город лежит близ правого берега реки Рона, в 75 километрах к югу от Лиона и в 40 километрах к юго-востоку от Сент-Этьена. В административном отношении входит в округ Турнон-сюр-Рон, главный город 2 кантонов — Северного и Южного Анноне. Коммуна лежит на холме, на высоте от 270 до 769 метров над уровнем моря. Площадь коммуны составляет 21,20 км². Численность населения равна 17.088 человек (на 2006 год). Плотность населения — 806 чел./км².

## История
Город Анноне был основан во времена римского господства в Галлии. В Средневековье через него проходила дорога на Ле-Пюи-ан-Веле, вследствие чего здесь останавливалось на отдых множество паломников.
Во время Столетней войны город неоднократно подвергался нападениям, поэтому вокруг него была построена крепостная стена. В первой половине XVI столетия город стал ареной для столкновений между католиками и гугенотами. Особенно разорительными для Анноне были годы религиозных войн между 1562 и 1598 годами, на которые наложились ещё и такие бедствия, как голод и эпидемия чумы. Лишь после подписания Нантского эдикта жизнь в городе постепенно возвращается в нормальное русло.

## Экономика
Начиная со Средневековья главным занятием горожан была обработка кожи, а в сельском хозяйстве — виноделие. В настоящее время большинство жителей заняты в автомобильной промышленности и на бумажных фабриках.

## Знаменитые сограждане
В Анноне родились известный физик, один из основателей кристаллографии Огюст Браве, а также знаменитые изобретатели-воздухоплаватели братья Жозеф-Мишель и Жак-Этьенн Монгольфье.

## Города-партнёры
- Бакнанг
- Высоке Мито

## Анноне в «ЭСБЕ»

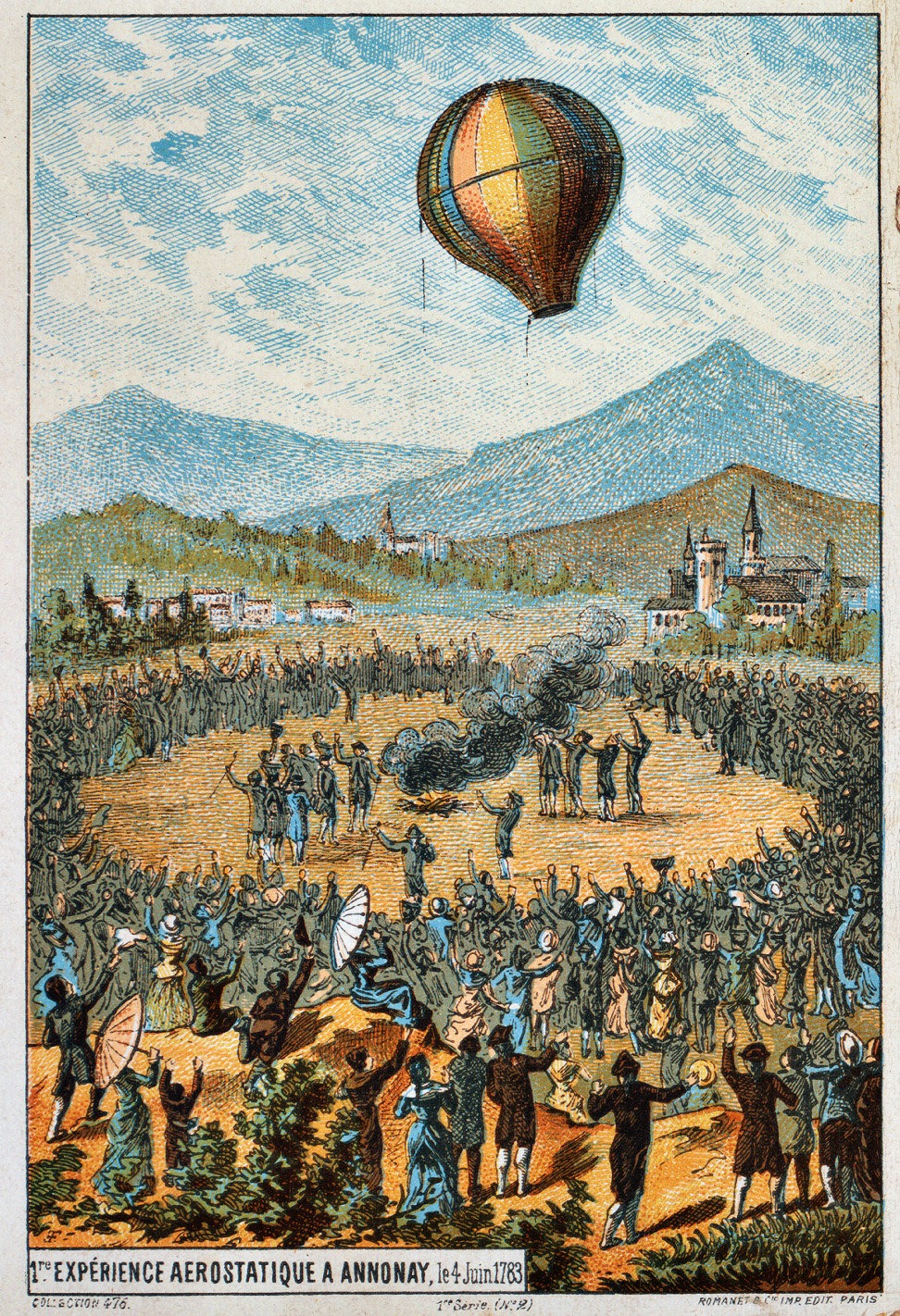
Монгольфьер

В начале XX века «Энциклопедический словарь Брокгауза и Ефрона» так описывал этот город на своих страницах: 
Аннонэ (Annonау) — значительный и наиболее промышленный город француз. Ардешского департамента, лежащий в 55 км к С. от главного города Прива, возвышается амфитеатром на склоне скалистых гор, при слиянии двух рек — Кансы и быстрой Деомы, через которую перекинут висячий мост. Связан с линией Париж — Лион — Средиземное море боковою ветвью, идущею на С.-Рамбер. Город окружен фруктовыми садами, тутовыми плантациями и фабриками. В 1886 г. насчитывалось 14549 жит. (а всего с пригородными участками 17291). Имеются: коллеж, коммерческий суд, ремесленная палата, статистический комитет, музей, публичная библиотека и прекрасная церковь в готическом стиле, построенная в XIV веке; кожевенные заводы — 80 заводчиков дают занятие 2000 рабочим, выделывающим до 600000 шкурок для перчаток стоимостью в 15 мил. франк. На пяти пользующихся издавна известностью писчебумажных фабриках заняты более 1500 рабочих, выделывающих более чем на 4 миллиона франков бумаги. Кроме того, имеются суконные, шляпные, перчаточные, бумагопрядильные и шелкопрядильные фабрики (1500 рабочих на 8 миллионов производства). Здесь построен был Сегюэном первый понтонный мост. На площади перед коллежем возвышается пирамида на том месте, где сын писчебумажного фабриканта Жозеф Монгольфьер поднялся впервые на изобретенном им аэростате. Аннонэ в позднейшие годы средневекового периода был главным городом провинции Верхней Виварэ и маркизатства. В XIV столетии он был уже цветущим промышленным городом, но пострадал в 1563 году во время гугенотских войн.